# دارشان سینگ (بازیکن هاکی روی چمن)
دارشان سینگ (انگلیسی: Darshan Singh؛ زادهٔ ۱۵ آوریل ۱۹۳۸) بازیکن هاکی روی چمن اهل هند است.